# Франциска Сельса душ Сантуш
Франциска Сельса душ Сантуш (порт. Francisca Celsa dos Santos; 21 жовтня 1904 — 5 жовтня 2021) ― бразильська супердовгожителька. Була третьою найстарішою живою людиною у світі, найстарішою людиною Південної Америки та найстарішою верифікованою людиною в історії Бразилії. Прожила 116 років, 349 днів.

## Життєпис
Франциска народилася в Каскавелі, Сеара, Бразилія 21 жовтня 1904 року. Її батьками були Раймундо Гертрудес душ Сантуш і Марія ду Еспіріту Санту.
У дитинстві вона працювала по дому, а пізніше продавчинею мережив (швейних матеріалів). Незадовго до 1935 року вона одружилася з Раймундо Селсо (1905—1979). Народила шестеро дітей, троє з яких були живі станом на 2020 рік. Перед народженням останньої дитини, 31 липня 1948 року, пара звернулася до Реєстру Пакаюса, щоб офіційно одружитися. Вона жила в місті Пакаюс багато років після шлюбу. Незабаром після смерті чоловіка, 4 вересня 1979 року, Франциска переїхала в Мессехану (столичний район Форталеза), щоб жити зі своєю дочкою Марією Назете. У віці 85 років у неї виявили злоякісну пухлину. За словами дочки, лікарі не вірили в одужання Франциски, тому сім'я забрала її додому.
Дочка Франциски стверджує, що після цього вони покладалися на віру: «Одного разу вночі я прокинулася, вона шукала чотки для молитви. Після цього ми молилися разом, навіть не будучи дуже релігійними на той час». Також, за словами її дочки, вони лікували Франциску деякими домашніми засобами та більше не зверталися до лікарів.
З 2012 року Франциска більше не могла ходити. Станом на листопад 2019 року про неї піклувалась одна з її трьох дочок, Назете Монтейру. За словами дочки, вона не приймала ніяких ліків і рідко хворіла.
3 жовтня 2019 року Франциска перевершила рекорд Марії Гомес Валентім, ставши найстаршою верифікованою людиною Бразилії. 9 липня 2020 вона була офіційно верифікована групою геронтологічних досліджень.
Померла в Мессежані (Бразилія) 5 жовтня 2021 року у віці 116 років, не доживши 15 днів до свого 117-ого дня народження.